# 堂島米会所

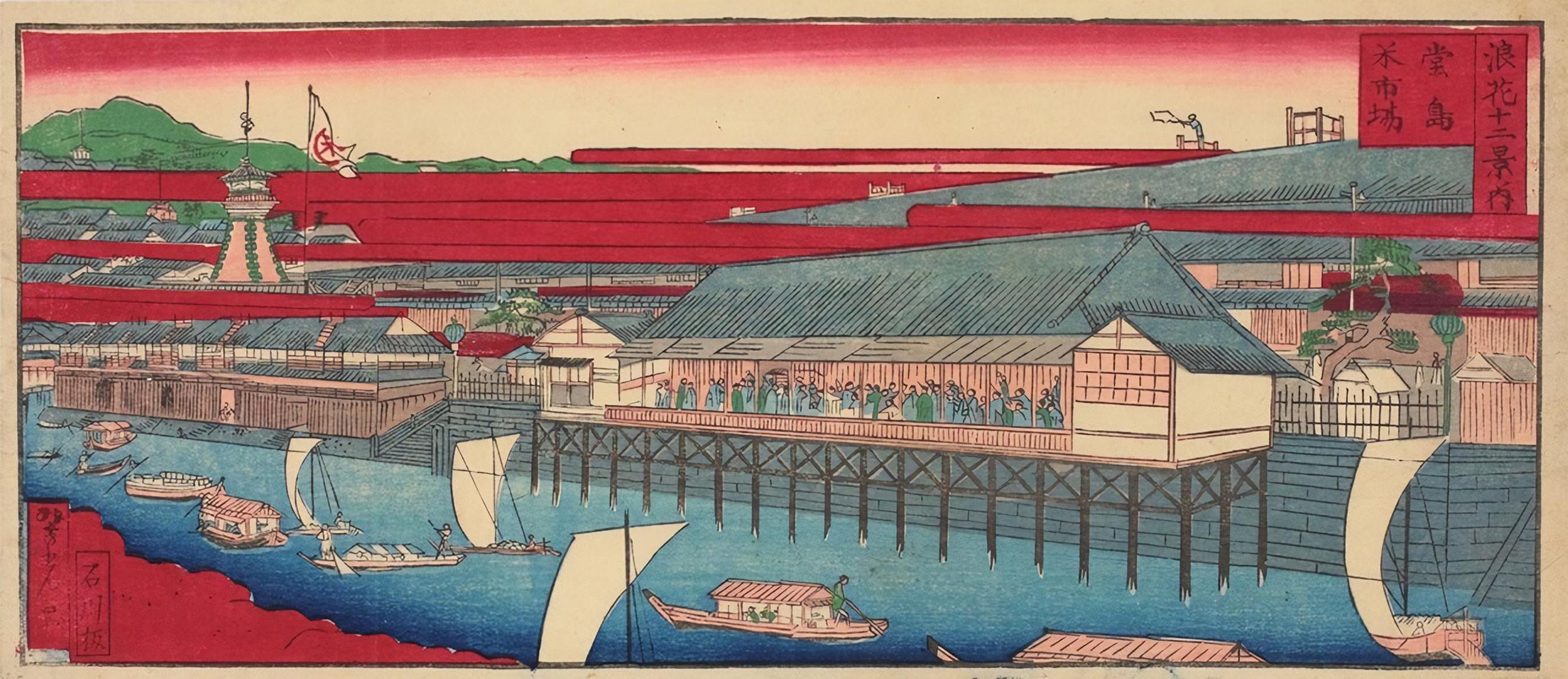
堂島米会所の浮世絵

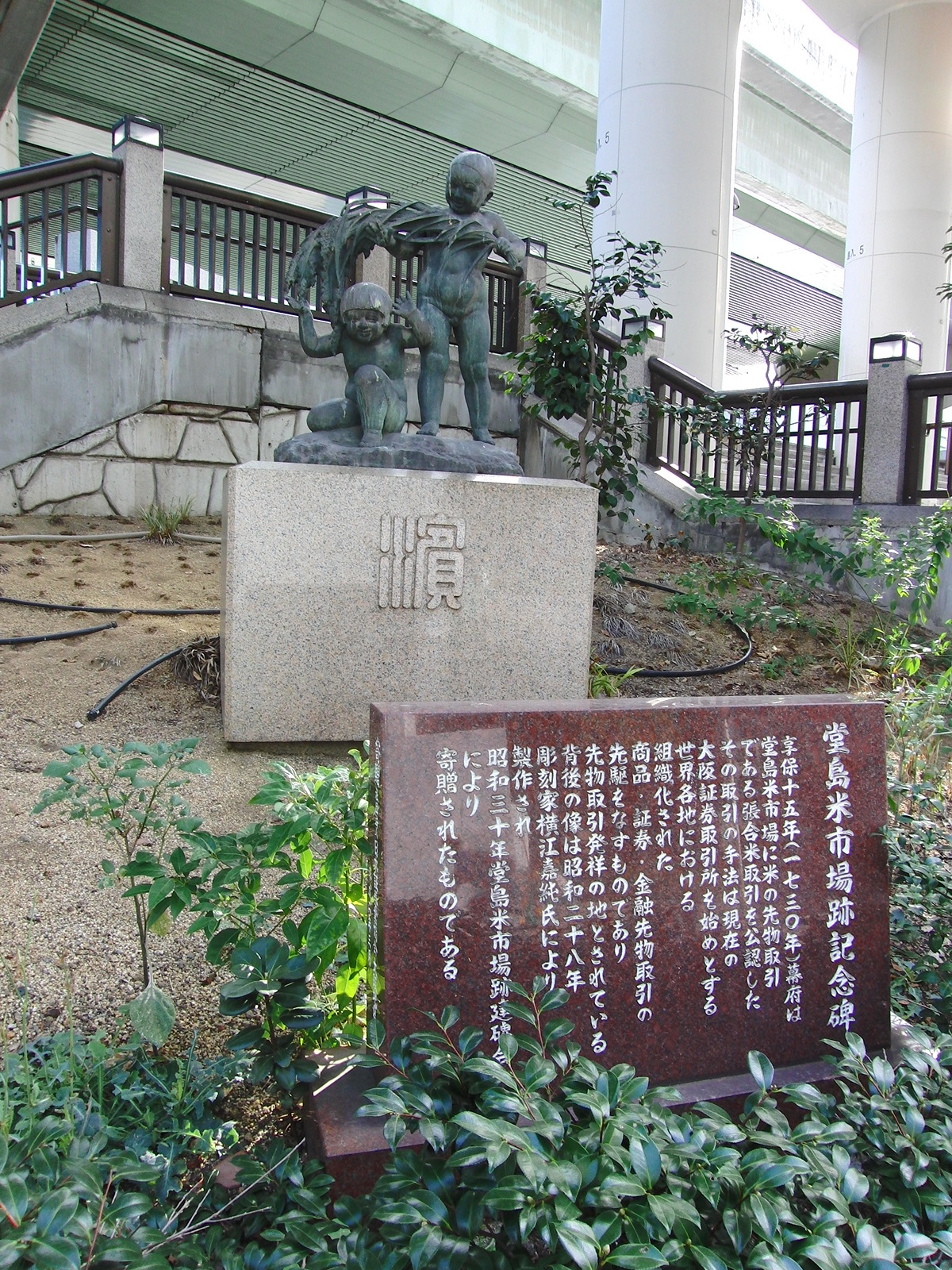
堂島公園にある堂島米市場跡記念碑。1953年に横江嘉純により製作、台座の字は「濱」の篆書体

堂島米会所（どうじまこめかいしょ）は、江戸時代の享保15年8月13日（1730年9月24日）、摂津国西成郡の大坂堂島に開設された米の取引所。現在の大阪府大阪市北区堂島浜1丁目の堂島公園にあった。
当時大坂は全国の年貢米が集まるところで、米会所では米の所有権を示す米切手が売買されていた。ここでは、「正米取引」と「帳合米取引」が行われていた。正米取引とは現物取引、帳合米取引とは先物取引のことである。
堂島米会所では、市場参加者は敷銀という証拠金を用意するだけで、差金決済による先物取引が可能であり、現代の先物市場の基本的な仕組みをそのまま備えていた。

## 歴史

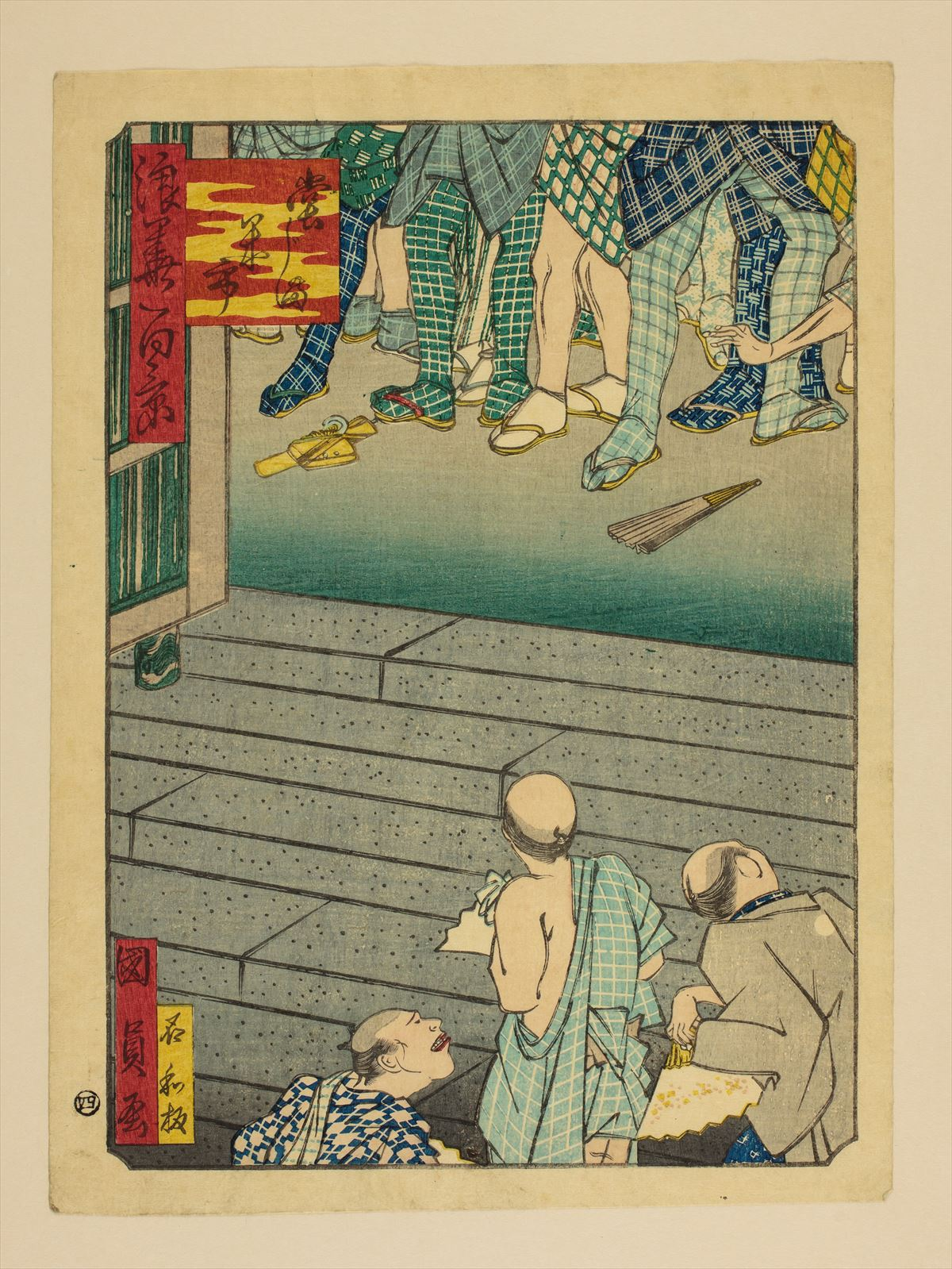
浪花百景 堂じま米市 1800年代の米会所の様子。競りに熱中する仲買人たちの足元と入口辺りでそれを見守る人々。落ちた扇子やキセルから混乱ぶりが偲ばれる

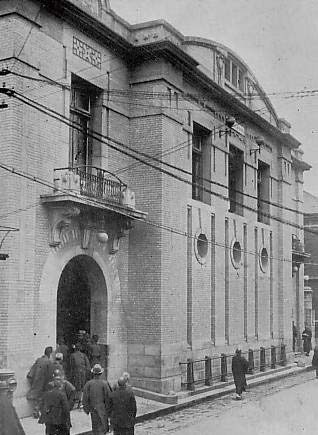
1930年代の堂島米穀取引所

元禄10年（1697年）、大坂にある堂島の中之島の新地が新しく開発され、それまで淀屋が淀屋橋南詰に作った米市場がその堂島に移転して、堂島の米市場が誕生する。
江戸幕府が米価下落への対策に苦慮していた時、江戸の三谷三左衛門、中島蔵之助、冬木彦六の3名の取り計らいで、「米座御為替御用会所」が設立され、3名が取締の任にあたった。しかし、正銀正米の売買だけでなく、廻米（かいまい）の入津季節以外にも1年を通じて取引ができるようにして、市場を繁栄させようとした。そこで、大坂の米商人である備前屋権兵衛、柴屋長左衛門が新しい売買取引の方法を考案した。これは建物米を定め、限月限日を建て、その期限内に延売買を行うものであった。
しかしその後、米取引が複雑化すると米市場に新たな支配人を置く必要も出てきた。この支配人が後の遣来（やりくり）両替、すなわち米方両替である。彼ら支配人は、市場が開いている間、必要な時に相当の給銀を出して、市場参加者たちに取引の消合（けしあい。売買解除）に従わせた。
享保6～7年頃、幕府は不正取引のかどで延売買を禁じたが止まなかったので、享保7年（1722年）12月、1000石以内の延売買を許可し、享保9年（1724年）2月、空米相場をも認めた。
享保9年（1724年）3月、大阪を襲った大火・妙知焼のために大阪の米取引はしばらくの間、休場となった。ところが、この機に乗じて江戸商人たちが幕府に米相場会所の設立を3回にわたって願い出て、幕府はその設立を認めて、江戸に米相場会所が作られることになった。この幕府の決定は大阪商人たちに大きな衝撃を与え、このままだと堂島米仲買などは江戸商人たちに支配されることになり、米取引の収益の一半を江戸商人たちに持ち去られてしまうことになる。これを遺憾とした大坂商人たちは、田辺屋藤左衛門、尼崎屋藤兵衛、加島屋清兵衛の3名を総代として江戸へ派遣し、江戸町奉行大岡忠相に自分たちの不満を訴えた。
享保15年（1730年）8月、この訴えは幕府の受け容れるところとなり、米市場は再び大坂商人の手に戻り、堂島市場においてのみ帳合米取引を公許されることとなった。ここに、江戸幕府公認の堂島米会所が誕生した。
その後、その堂島の中之島には、全国の各藩の諸大名の蔵屋敷が次々とできて、米商人も全国から多く集まるようになった。全国で収穫された米はまず、ここ大坂に集まる。そして正米取引と帳合米取引が行われて、米価が決まっていく。そして、その価格に基づいて大きなお金が動く。こうして、この大坂の堂島は「天下の台所」と呼ばれるほど日本最大の市場となった。
享保16年（1731年）2月、初めて米仲買株441株を許可し、米方年行司を定め、享保17年（1732年）4月に521株、享保20（1735年）年7月に351株を許可し、合計1313株となり、別に米方両替株50をも許した。
天保13年（1842年）8月、幕府は天保の改革の一環として株仲間を解除することとなり、堂島市場組織も変わった。従来の仲買に限らず、誰でも米方年行司に届済の上、市場に出て払米その他の売買ができるようになった。ただし従来通り市場の取締は、年行司が担当した。
嘉永4年（1851年）、株仲間再興の結果、堂島は仲間人員の検査取締のため、再び鑑札を下付された。
幕末、国内が騒然とし、貨幣制度が乱れて米価が甚だしく変動した。その為、4ヶ月を1期間とする帳合米取引が困難になり、堂島米会所は幕府の許可を得て石建米商を実施した。しかし、その許可を出した幕府も財政難になり、財政危機に陥った幕府や多くの諸藩はその財源不足を補う為、新たな資金を求めて堂島米会所の米相場を利用することにした。その資金需要は、現物の米がないにもかかわらず空手形を多く乱発・発行する方法で行われ、その結果、米の価格はさらに高騰して市場は大混乱し、堂島米会所はその市場機能を失っていった。
明治2年（1869年）、ついに幕府が崩壊して、新たに誕生した明治政府は堂島米会所を廃止する。それに伴い、堂島周辺の諸藩の大名蔵屋敷も明治政府が没収する。
明治4年（1871年）、再び「堂島米会所」が新たに復活する。
明治6年（1873年）、堂島米会所は油取引を加えて「堂島米油会所」となるが、明治9年（1876年）に油取引を分離して「堂島米商会所」となる。
明治26年（1893年）9月9日、堂島米会所は取引所法による株式会社組織の米穀取引所「大阪堂島米穀取引所」へと組織変更する。
大正7年（1918年）、米価の高騰とその過剰投機により米騒動が引き起こった。
昭和14年（1939年）に米穀配給統制法による日本米穀株式会社に吸収されて幕を閉じた。

## 取引方法

### 参加者等
堂島市場の取引は次のようなものがあった。
- 正米商 - 米切手を売買する
- 帳合米商 - 1年を3季にわけて延売買する
- 石建米商 - 一種の帳合米売買であり、古くは虎市といい、売買1口の最低額は帳合米では100石であったが、石建米では20石または10石であった。讃岐米を建物米としていた。

米仲買は、堂島15町に住まい、蔵米の入札を行い、正米方、帳合方、積方の3種のうち1種または2種以上を合わせ営むことができた。帳合米のみを売買するのを帳合方、正米および帳合米を売買するのを問屋、正米の蔵出し、および輸送をするのを積方といい、これらを総称して浜方といった。
米方年行司は、浜方総中から人望のあるもの5人が選挙され、浜方に関する公私の取締を行った。年行司の下には月行司があった。米仲買の住所は不定ではないため、町ごとに月行司を置いて、その町の米仲買の取締を行った。米方会所は堂島船大工町にあって、水方役の筆頭が会所守として住んでいた。当時は市場はもっぱら寄場とよばれた。

### 期間
春・夏・冬の三期に分けて取引が行われた。取引期間をまたがっての取引はできなかった。

### 取引の流れ
取引は午前8時から午後2時まで開かれた。
前日の火縄値段（後述）を元に寄付き値段（始値）を決める。
午前に正米の取引を行い、正午に一旦引ける。午後に入って立合いを再開する。
午後2時の終了時刻前になると長さ一寸ぐらいの火縄に火をつけて立合場の軒先に吊るし、それが燃え尽きた時点で取引終了とした。この時の値段を火縄値段といい、次回の始値となった。

### 決済
決済は米方両替で行われた。

### 帳合米
帳合米は、実際に正米の受け渡しは行なわれずに、帳簿の上の差金の授受によって決済売買された。
少なくとも元禄年間には行なわれていた。ただしこれは不正売買であるとして禁止されていたのであって、享保年間、米価引き上げの一策として許されたものである。帳合米商は、1年を3季に分けて、第1季は1月8日から4月27日まで、第2季は5月7日から10月8日まで、第3季は10月17日から12月23日までとし、これを「三季商」といって、1季の最終日は「限市」（きりいち）といった。
帳合米商において即日売買を解除して一杯（いっぱい）になる日を「日計」（ひばかり）といって、夜越（よごし）となるのを「立米」といい、立米はその季の限市前3日間にいままでの売買を解除しなければならなかった。したがって3季とも限市前3日間を「仕舞寄商」（しまいよせあきない）あるいは「立埋一条」といって、新規の売買を許さず、もっぱら売埋（うりうめ）、買埋（かいうめ）をさせた。これは後の米相場とは異なる点である。もしも売埋、買埋を忘れて米が残るなどした場合にはこれは「間違米」といって正米、正銀で授受する。
市場で売買する米、いわば標準米を「建物米」という。これは筑前、周防、長門、広島の四蔵米のうち1を入札で選定し、第1季と第3季との建物米には四蔵米のうち1を建物米にし、第2季の建物米は入札せず、いつでも加州米を建物米にした。これは享保年間、堂島の仲買が江戸表に出府したが、費用不足で加州家から金を融通してもらったその報恩であるという。
帳合米の売買の石高は100石が最小額であった。正米商と同じように仲買の思惑によって、あるいは客方の注文によって売買し、客方の注文には問屋は100石あたり5匁ないし2匁5分の日銭を徴した。売買の開始は正米商と同時で、正引すなわち正米商の引方とともに一時売買を中止する。これを「消」という。日が短い、あるいは相場に乱高下があるときは火縄まで消えないことがある。八ツ時過、水方役がそろって寄場に出て2寸余の火縄に火を点け、箱に入れて、寄場の規則が書かれた看板の下の格子に掛けてその周囲を保護して、合図の拍子木を打って売買を再び開始し、火縄の消えた時また拍子木を打ってこれを報じる。このときの値段を「火縄値段」あるいは「大引値段」といって、最も大切な値段として町奉行に上申する。
x月x日の帳合米値段とはこの火縄値段をいう。火縄が消えれば、場に集まった仲買は退き散るのが当然であるが、なおも売買を続ける者もあって、そのときは水方役が水を撒き追い散らした。水方役という名称の由縁である。これには一番水、二番水、三番水があって、三番水の時の値段を「桶伏値段」といって相場触に記入された。

## 評価
- 江戸時代においては、金貨、銀貨、銅貨（銭）の交換比率が市場に委ねられた変動相場制であった。かつ東日本は金が主体、西日本は銀が主体で、貨幣が全国的に統一されていなかった。そのため米が基軸通貨的役割を果たしており、堂島米会所は単なる先物取引市場ではなく、米を仲介しての金銀銅の交換比率を決定する、為替市場としての役割をも担っていた。
- 大阪大学の宮本又郎教授の論文「堂島における正米価格・帳合米価格の動きとヘッジ機能」[要出典]では、当時の堂島米会所でどれくらいの取引がリスクヘッジされたのかが掲載されている。1758年から1863年までの期間を対象に調べた結果[注釈 1]、全体の取引のうち約70%ほどがリスクヘッジが有効に機能したと紹介している。
- アメリカ合衆国の経済学者マートン・ミラーは堂島米会所を評価し、1998年12月6日に放送されたNHKスペシャル『マネー革命 第3回・金融工学の旗手たち』において「（明治政府の）規制さえなければ、日本はこの分野（注：先物取引）の先駆者になれたかもしれません」と発言している。だが、本山美彦は、歴史的経緯から、堂島米会所は「幕末の金融システムを破壊した」元凶である、とミラーの発言を批判している[3]。

## 関連書籍
- 「堂島米市場史」（須々木庄平、日本評論社、昭和15年）
- 「徳川時代の証券市場の研究」（島本得一、、産業経済社、昭和28年）
- 「蔵米切手の基礎的研究」（島本得一、産業経済社、昭和35年）
- 「近世日本の市場経済」（宮本又郎、有斐閣、昭和63年）
- 「物語で読み解くデリバティブ入門 」（森平 爽一郎  (著)、日経BPマーケティング、日本経済新聞出版、2007年3月1日)
- 「近世米市場の形成と展開―幕府司法と堂島米会所の発展―」（高槻 泰郎 (著)、名古屋大学出版会、2012年2月10日)
- 「大坂堂島米市場　江戸幕府ｖｓ市場経済 」(講談社現代新書) （高槻泰郎 (著)  、講談社、2018年7月19日)
- 「豪商の金融史:廣岡家文書から解き明かす金融イノベーション」（高槻 泰郎 (著, 編集)、慶應義塾大学出版会、2022年7月6日)

## 堂島米会所を舞台とした作品
- 大坂堂島米会所物語（島実蔵、時事通信社、1994年）[5] ISBN 9784788794221
- 米将軍吉宗に挑んだ男 - 上記を原作とするテレビドラマ。テレビ大阪開局15周年記念番組。1998年2月3日放送[6]。
- 一手千両 なにわ堂島米合戦（岩井三四二、文藝春秋、2009年） ISBN 9784163282008

## 後身
株式会社組織の米穀取引所「大阪堂島米穀取引所」の伝統を受け、米穀や雑穀を扱う大阪商人が中心となって、1952年10月6日、大阪穀物取引所が大阪市西区阿波座に設立された。大阪穀物取引所を母体とする株式会社堂島取引所では、2024年8月13日から米穀指数「堂島コメ平均」の指数先物取引が行われており、同取引所が堂島米会所の事実上の後身となっている。
また、堂島取引所と並んで、堂島米会所の系譜を継ぐ大阪取引所は、2018年10月24日、株価指数先物取引の開始30周年記念碑「一粒の光」を米会所跡地に建てた。